# Mesegar de Tajo
Mesegar de Tajo é um município da Espanha na província de Toledo, comunidade autónoma de Castilla-La Mancha, de área 18 km² com população de 246 habitantes (2006) e densidade populacional de 12,46 hab/km².

## Demografia
| Variação demográfica do município entre 1991 e 2004 | Variação demográfica do município entre 1991 e 2004 | Variação demográfica do município entre 1991 e 2004 | Variação demográfica do município entre 1991 e 2004 |
| --------------------------------------------------- | --------------------------------------------------- | --------------------------------------------------- | --------------------------------------------------- |
| 1991                                                | 1996                                                | 2001                                                | 2004                                                |
| 235                                                 | 245                                                 | 227                                                 | 220                                                 |